# Jeffrey Altheer
Jeffrey Altheer (Lekkerkerk, 9 marzo 1987) è un calciatore olandese, centrocampista del Lekkerkerk.

## Carriera

### Club
Nella stagione 2007-2008 ha giocato 20 partite con l'Eredivisie, categoria in cui è tornato a giocare nella stagione 2012-2013 con il VVV Venlo dopo aver passato diversi anni nella seconda serie olandese; dopo aver giocato 3 partite in massima serie la sua squadra retrocede in Eerste Divisie, la seconda serie olandese, e lui viene riconfermato anche per la stagione 2013-2014.

### Nazionale
Ha giocato alcune partite amichevoli con l'Under-20.